# 2002 en architecture
| Années de l'architecture : 1999 - 2000 - 2001 - 2002 - 2003 - 2004 - 2005    |
| Décennies de l'architecture : 1970 - 1980 - 1990 - 2000 - 2010 - 2020 - 2030 |

Cet article présente les faits marquants de l'année 2002 en architecture.

## Réalisations
- 5 juillet : inauguration du Imperial War Museum North de Daniel Libeskind.
- juillet : inauguration de l'hôtel de ville de Londres de Norman Foster.

## Récompenses
- Grand Prix de l'urbanisme - Bruno Fortier.
- Prix Pritzker - Glenn Murcutt.
- Prix de l'Équerre d'argent - Pierre du Besset et Dominique Lyon pour la médiathèque de Troyes.
- Prix Stirling - Wilkinson Eyre Architects, Gateshead Millennium Bridge.

## Décès
- 2 février : Jacques Hondelatte (° 10 mai 1942).
- 5 mars : Jacques Kalisz (° 6 septembre 1926).
- 15 juin : Jean Balladur (° 11 mai 1924).
- 13 septembre : Richard Foster.
- 28 septembre : Maurice Novarina (° 28 juin 1907).